# Heden och Skansbacken
Heden och Skansbacken est une localité de Suède dans la commune de Vansbro située dans le comté de Dalécarlie.
Sa population était de 348 habitants en 2019.